# Ju mera vi har fått
Ju mera vi har fått är en psalm med text skriven 1936 av Grace Noll Crowell och musik skriven 1974 av Phillip Landgrave. Texten översattes till svenska 1987 av Gun-Britt Holgersson.

## Publicerad i
- Segertoner 1988 som nr 427 under rubriken "Den kristna gemenskapen - Vittnesbörd - tjänst - mission".[1]